# 1960 у Тернополі
| Роки в Тернополі ← • 1900 • 1901 • 1902 • 1903 • 1904 • 1905 • 1906 • 1907 • 1908 • 1909 • 1910 • 1911 • 1912 • 1913 • 1914 • 1915 • 1916 • 1917 • 1918 • 1919 • 1920 • 1921 • 1922 • 1923 • 1924 • 1925 • 1926 • 1927 • 1928 • 1929 • 1930 • 1931 • 1932 • 1933 • 1934 • 1935 • 1936 • 1937 • 1938 • 1939 • 1940 • 1941 • 1942 • 1943 • 1944 • 1945 • 1946 • 1947 • 1948 • 1949 • 1950 • 1951 • 1952 • 1953 • 1954 • 1955 • 1956 • 1957 • 1958 • 1959 • 1960 • 1961 • 1962 • 1963 • 1964 • 1965 • 1966 • 1967 • 1968 • 1969 • 1970 • 1971 • 1972 • 1973 • 1974 • 1975 • 1976 • 1977 • 1978 • 1979 • 1980 • 1981 • 1982 • 1983 • 1984 • 1985 • 1986 • 1987 • 1988 • 1989 • 1990 • 1991 • 1992 • 1993 • 1994 • 1995 • 1996 • 1997 • 1998 • 1999 • → Див. також: XIX століття • XXI століття |

## Події
- 11 травня — відбувся творчий вечір поета Андрія Малишка, в якому брали участь також письменник Арсен Іщук, композитор Платон Майборода, заслужені артисти УРСР Сергій Козак і Микола Фокін[1].

## З'явилися
- засновано професійно-технічне училище будівельного профілю, нині — училище ресторанного сервісу і торгівлі
- 11 листопада організовано Тернопільський загальнотехнічний факультет Львівського політехнічного інституту, що згодом перетворився на Тернопільський національний технічний університет імені Івана Пулюя.

## Особи

### Народилися
- 5 червня — Ігор Вовчак, український співак, соліст Тернопільської обласної філармонії

Уродженці інших населених пунктів, які працювали чи працюють у Тернополі
- 9 лютого — Петро Червін, український футболіст та футбольний тренер, основна діяльність якого пов'язана з тернопільською «Нивою».
- 9 квітня — Олег Мосійчук, головний режисер Тернопільського українського музично-драматичного театру ім. Т. Г. Шевченка.
- 6 червня — Ярослава Мосійчук, актриса Тернопільського українського музично-драматичного театру ім. Т. Г. Шевченка, Народна артистка України.
- 14 липня — Василь Запорожець, лікар-хірург, громадський діяч, депутат Тернопільської обласної ради, Заслужений лікар України.
- 11 серпня — Ігор Біскуп, багаторічний гравець та тренер футбольного клубу «Нива» (Тернопіль).
- 27 серпня — Євген Філь, громадсько-політичний діяч, підприємець, журналіст, меценат.
- 23 жовтня — Володимир Якубовський, головний художник Тернопільського академічного обласного театру актора і ляльки.

### Призначено, звільнено
- директором професійно-технічного училища будівельного профілю призначено П. П. Гановського